# Chiaki Satō
Chiaki Satō (佐藤千亜妃 Satō Chiaki?) es una actriz y cantante japonesa nacida el 20 de septiembre de 1988 en Morioka, Prefectura de Iwate, Japón. Fue la vocalista del grupo Kinoko Teikoku (きのこ帝国?) desde 2007 hasta la disolución de la banda en 2019.

## Filmografía

### Cine
- Hôtai Club (2007)

### Televisión
- Joshi Ana Icchokusen! (2007)
- Seito Shokun! (2007)
- Honto ni Atta Kowai Hanashi (2006)
- My Boss, My Hero (2006)
- Chichi ni Kanaderu Melody (2005)
- Akai Unmei  (2005)
- Chakushin ari (2005)
- Aozora Koi Hoshi (2005)